# オオカミ
オオカミ（狼、英: wolf、学名：Canis lupus）は、ユーラシア大陸と北アメリカに生息する大型のイヌ属の哺乳動物で、ハイイロオオカミ、タイリクオオカミとも呼ばれている。30以上の亜種が認識されており、口語的に理解されているハイイロオオカミは、家畜化されていない野生の亜種で構成されている。オオカミは現存するイヌ科の動物の中で最大の動物である。また、他のイヌ科の動物とは、耳やマズルがあまり尖っていないこと、胴体が短く、尾が長いことで区別される。しかし、オオカミはコヨーテやゴールデンジャッカルなどの小型のイヌ科動物と近縁であり、それらの動物との間に生殖能力のある交配種を生み出している。オオカミの帯状の毛皮は通常、白色、茶色、灰色、黒色が混ざっているが、北極圏の亜種はほとんど白であることもある。
オオカミはイヌ属の中で最も協力的な狩猟に特化しており、大きな獲物に挑むための身体的適応や、より社会的な性質、高度な表現行動などがそれを示している。オオカミは、交尾したペアとその子供からなる核家族で移動する。子は性的に成熟すると、また群れの中での餌の奪い合いに応じて、それぞれの群れを形成するために離れることがある。また、オオカミには縄張り意識があり、縄張りをめぐる争いがオオカミの主な死亡原因となっている。オオカミは主に肉食性で、角を持つ大型哺乳類のほか、小動物、家畜、腐肉、生ゴミなどを食べる。単独のオオカミやつがいのオオカミは、一般的に大きな群れよりも狩りの成功率が高くなる。狂犬病ウイルスをはじめとする病原体や寄生虫がオオカミに感染する可能性がある。
世界の野生オオカミの個体数は2003年には30万頭と推定され、国際自然保護連合（IUCN）では「軽度懸念」とされている。

## イヌとの関係
従来はオオカミの近縁種とされていたイヌ（イエイヌ）は、近年ではオオカミの一亜種 Canis lupus familiaris とする見方が主流になりつつある。ただし、日常語としての「オオカミ」には通常、イヌは含まれない。イヌはオオカミが飼い馴らされて家畜化したものと考えられている。
イヌとオオカミの違いが出る部分として胸郭を挙げる。オオカミの胸郭はイヌの胸郭よりも幅が狭く、深い（上下の高さが高い）。オオカミの胸郭が深いのは肋骨が比較的長く、狭いのは肋骨が後方に寝ているためだという。具体的には肋骨頸（肋骨上部の胸椎と関節する部分）が前方に曲がっているために、肋骨体（肋骨の主部）が立ち上がっている形状になっているイヌの胸郭に対して、オオカミの胸郭は肋骨頸の曲がりが殆どないため後ろに寝てしまうのだという。オオカミの胸郭は幅が狭くても深さがあるためにイヌの胸郭と容積的には大差がないが、深呼吸をする際にはオオカミの胸郭は普段は肋骨を寝かせている分だけ、一層胸郭の容積を大きくすることができ、イヌよりも深い呼吸が出来るのだという。

## 分布・亜種

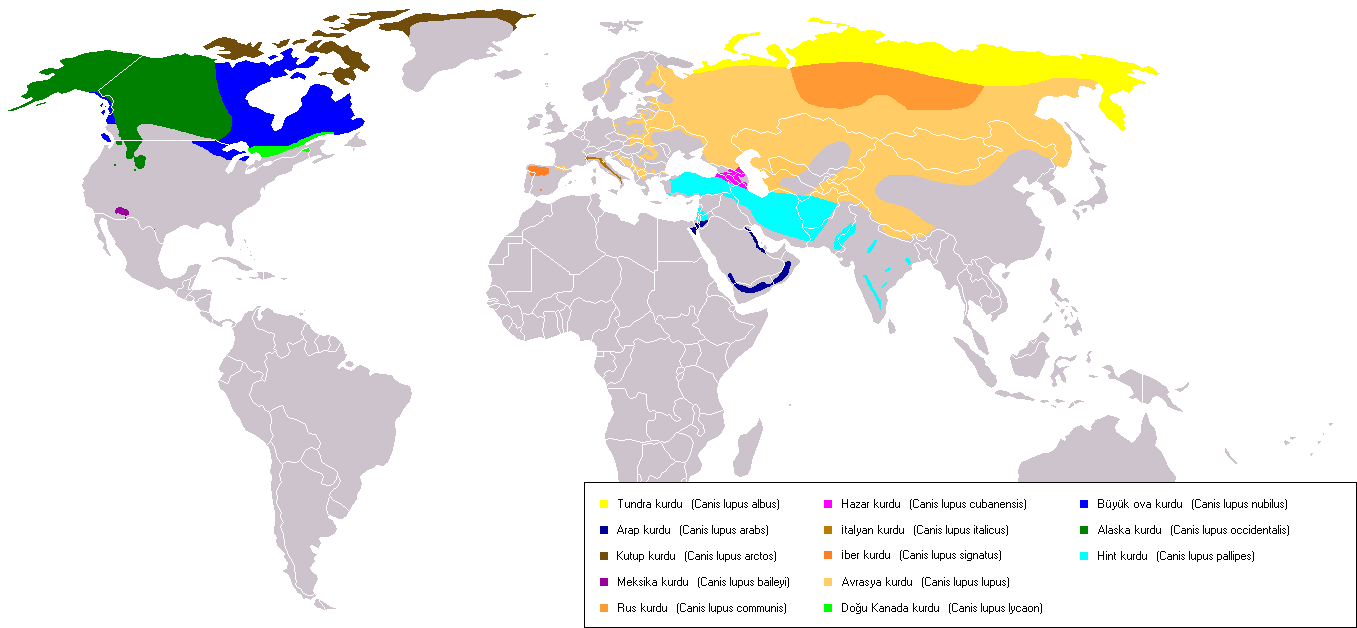
亜種の分布

北半球に広く分布する。分布域が広いタイリクオオカミは多くの亜種に細分化される。現存の亜種は33（絶滅種含め39亜種）に分類されてきたが、近年の研究で現存13亜種、絶滅2亜種への統合が提案されている。
- Canis lupus albus（ツンドラオオカミ、シベリアオオカミ）
ユーラシア大陸北端部に分布。
- Canis lupus arabs（アラビアオオカミ（英語版））
アラビア半島に分布。非常に減少。
- Canis lupus arctos（ホッキョクオオカミ）
グリーンランド北部と東部、クイーンエリザベス諸島、バンクス島、ビクトリア島に分布。
- Canis lupus baileyi（メキシコオオカミ）
かつて米国南西部からメキシコ北西部にかけて分布していた。1970年代に一度野生絶滅したが、現在[いつ?]米国アリゾナ州やニューメキシコ州に再導入されている。
- Canis lupus cubanensis（カスピオオカミ（英語版））
コーカサス山脈、トルコとイランの一部に分布。
- Canis lupus familiaris（イエイヌ）
イエイヌは1万5千年以上前にタイリクオオカミを飼い慣らした動物であるという説が有力。
- †Canis lupus hattai（エゾオオカミ）
樺太、北海道に本来分布。絶滅。
- †Canis lupus hodophilax（ニホンオオカミ）
日本列島の本州、四国、九州に本来分布。絶滅。
- Canis lupus italicus（イタリアオオカミ）
イタリア半島からアルプス山脈南部に分布。
- Canis lupus lupus（ヨーロッパオオカミ、チョウセンオオカミ、シベリアオオカミ）
ヨーロッパ大陸東部からロシア、中央アジア、シベリア南部、中国、モンゴル、朝鮮半島、ヒマラヤ山脈地域に分布。
- Canis lupus lycaon（シンリンオオカミ）
カナダのオンタリオ州南東部とケベック州南部の小さな範囲に分布。コヨーテとの交雑が心配されている。
- Canis lupus nubilus（グレートプレーンズオオカミ）
米国の五大湖西岸とアラスカ南東部、カナダの本土東部と」バフィン島に分布。
- Canis lupus occidentalis（シンリンオオカミ、アラスカオオカミ）
カナダ北西部と米国北西部のモンタナ州、アイダホ州、ワイオミング州に分布。分布を拡大している。
- Canis lupus pallipes（インドオオカミ（英語版））
インドから中東アジアにかけて分布。

### 各亜種の画像

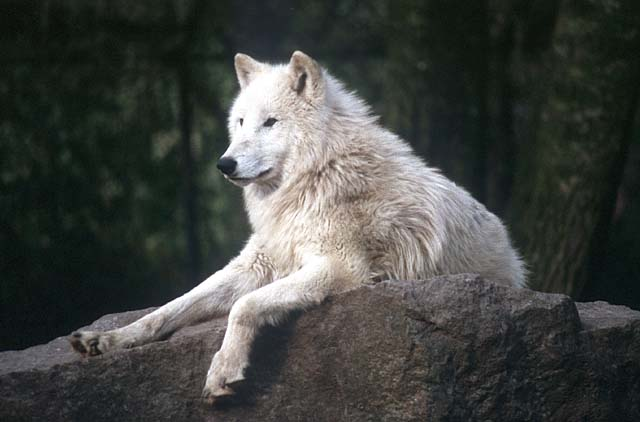
ツンドラオオカミ Canis lupus albus
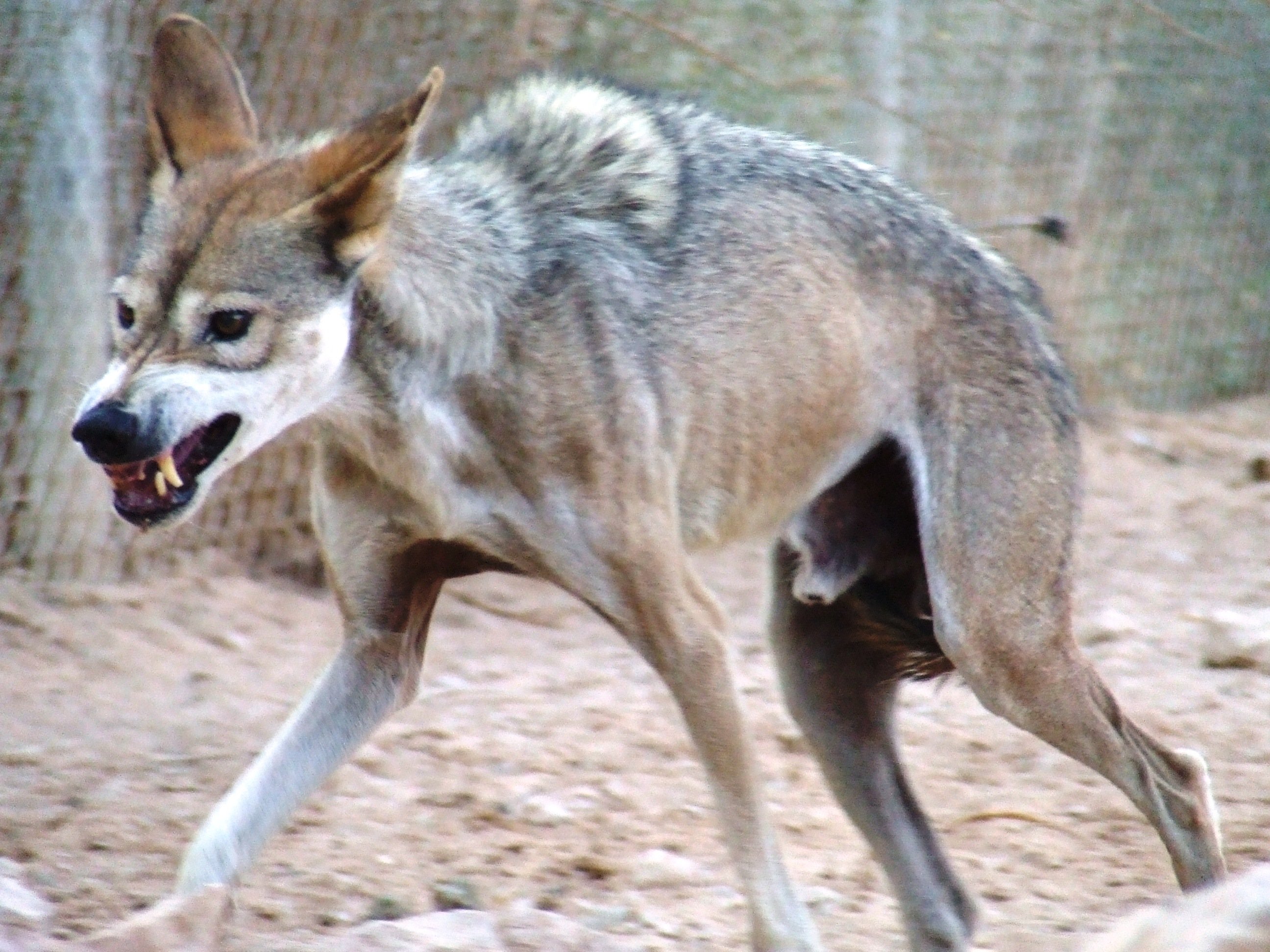
アラビアオオカミ Canis lupus arabs
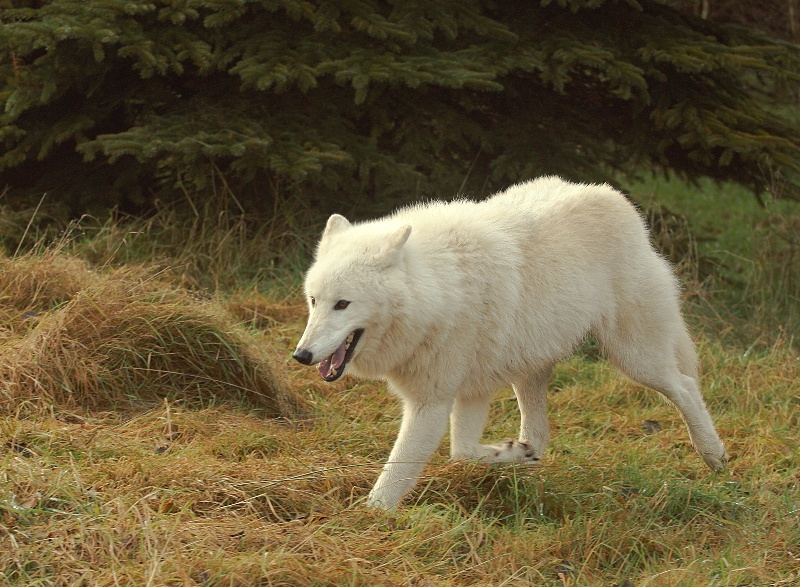
ホッキョクオオカミ Canis lupus arctos
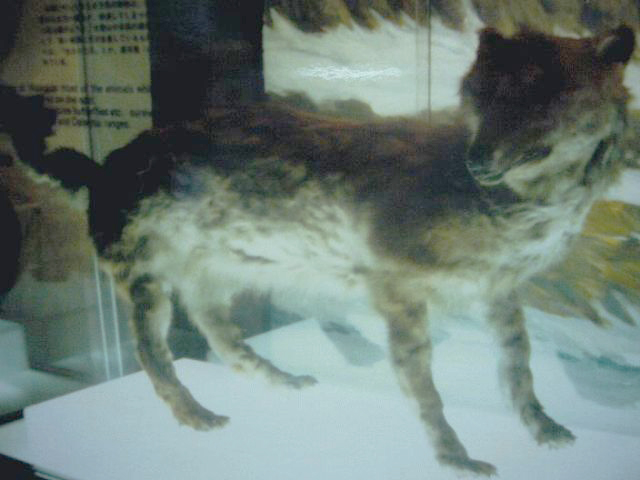
エゾオオカミ（絶滅種） Canis lupus hattai
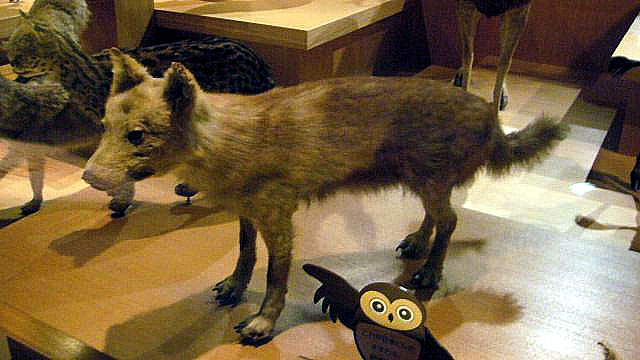
ニホンオオカミ(絶滅) Canis lupus hodophilax
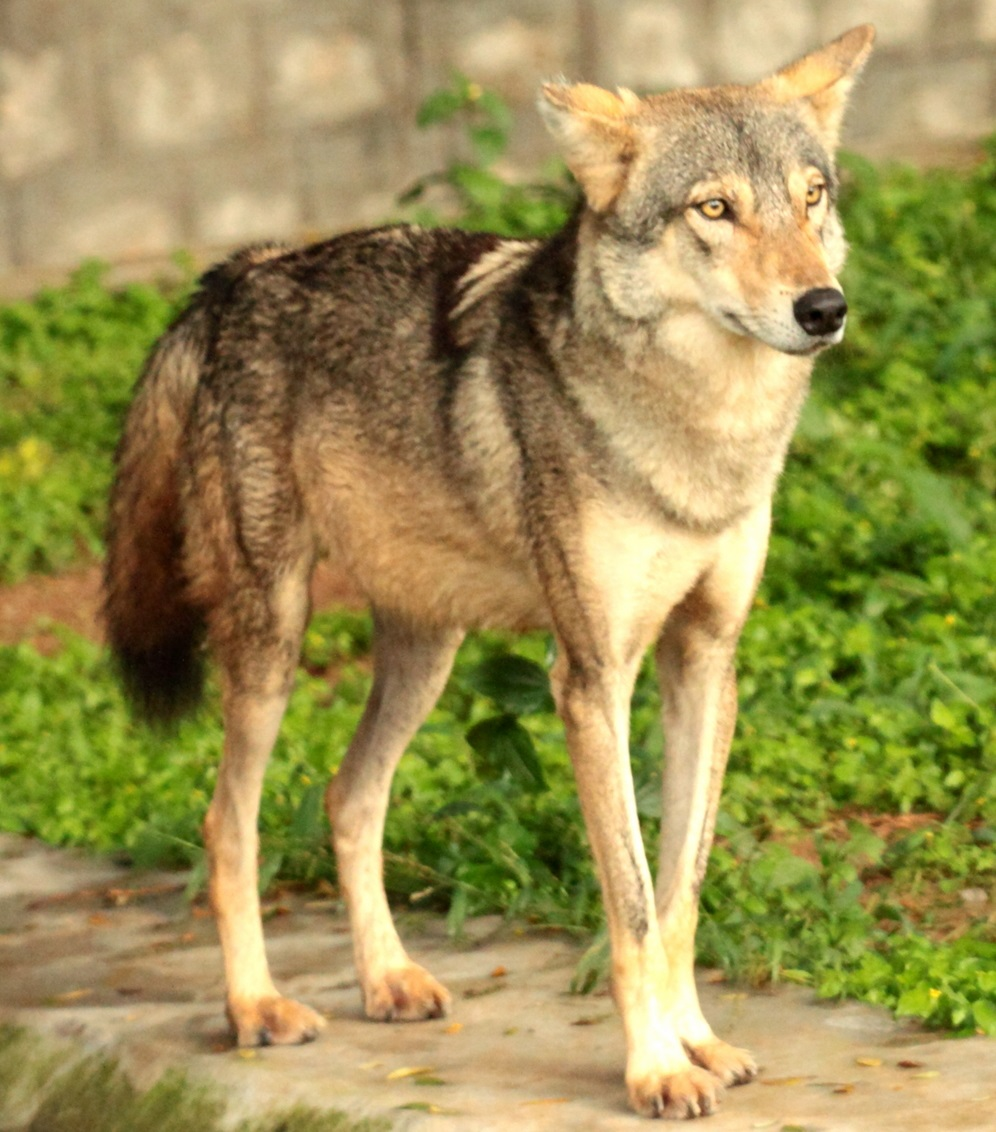
インドオオカミ Canis lupus pallipes
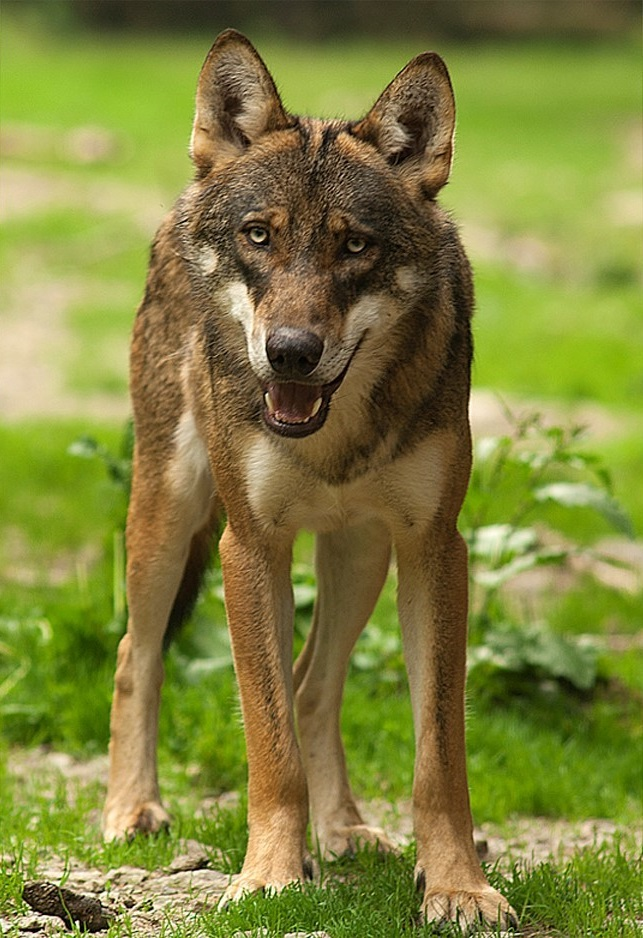
イタリアオオカミ Canis lupus italicus
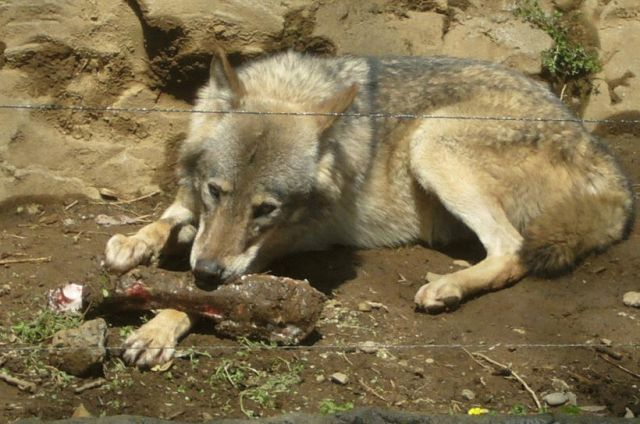
ヨーロッパオオカミ Canis lupus lupus
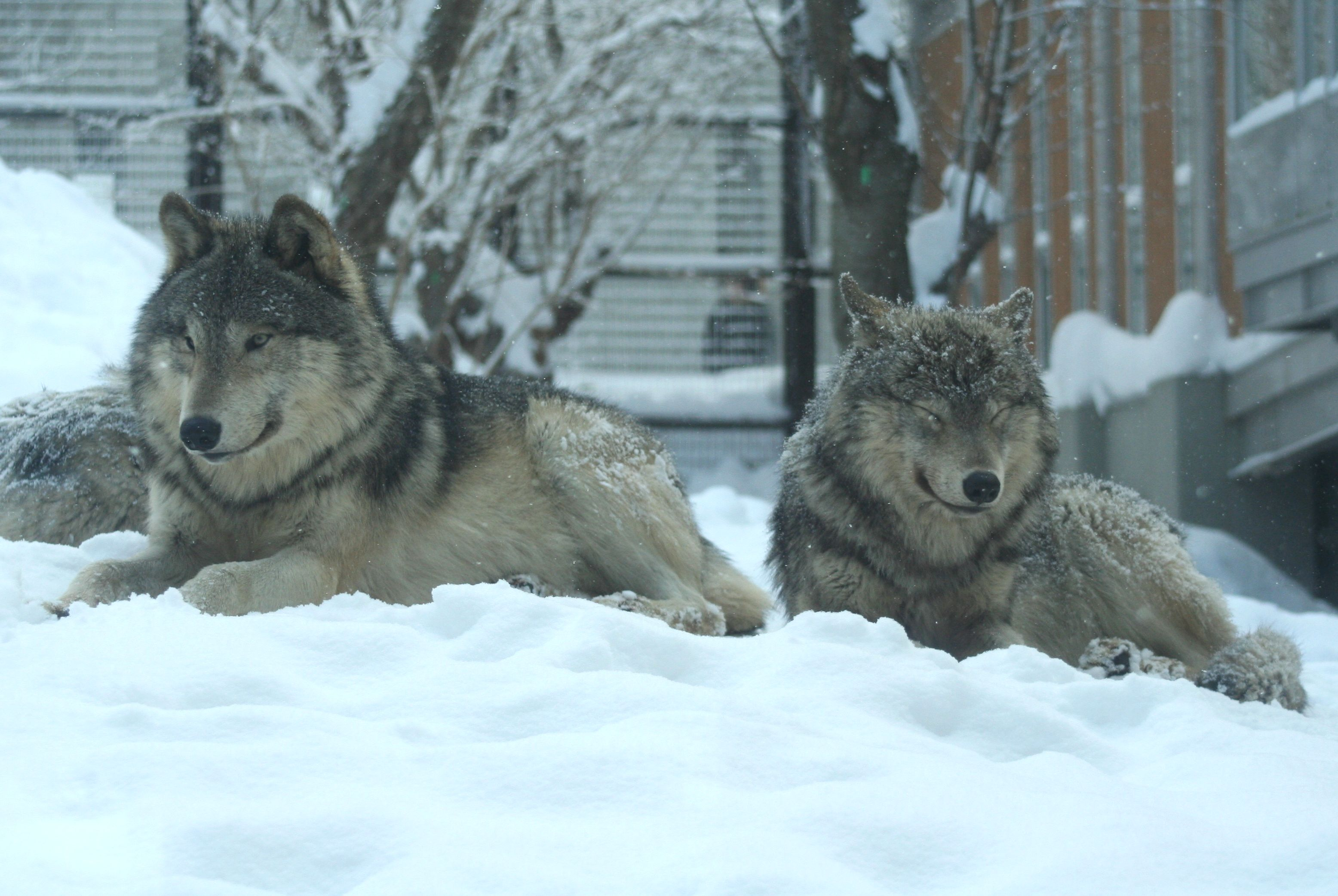
シンリンオオカミ Canis lupus lycaon
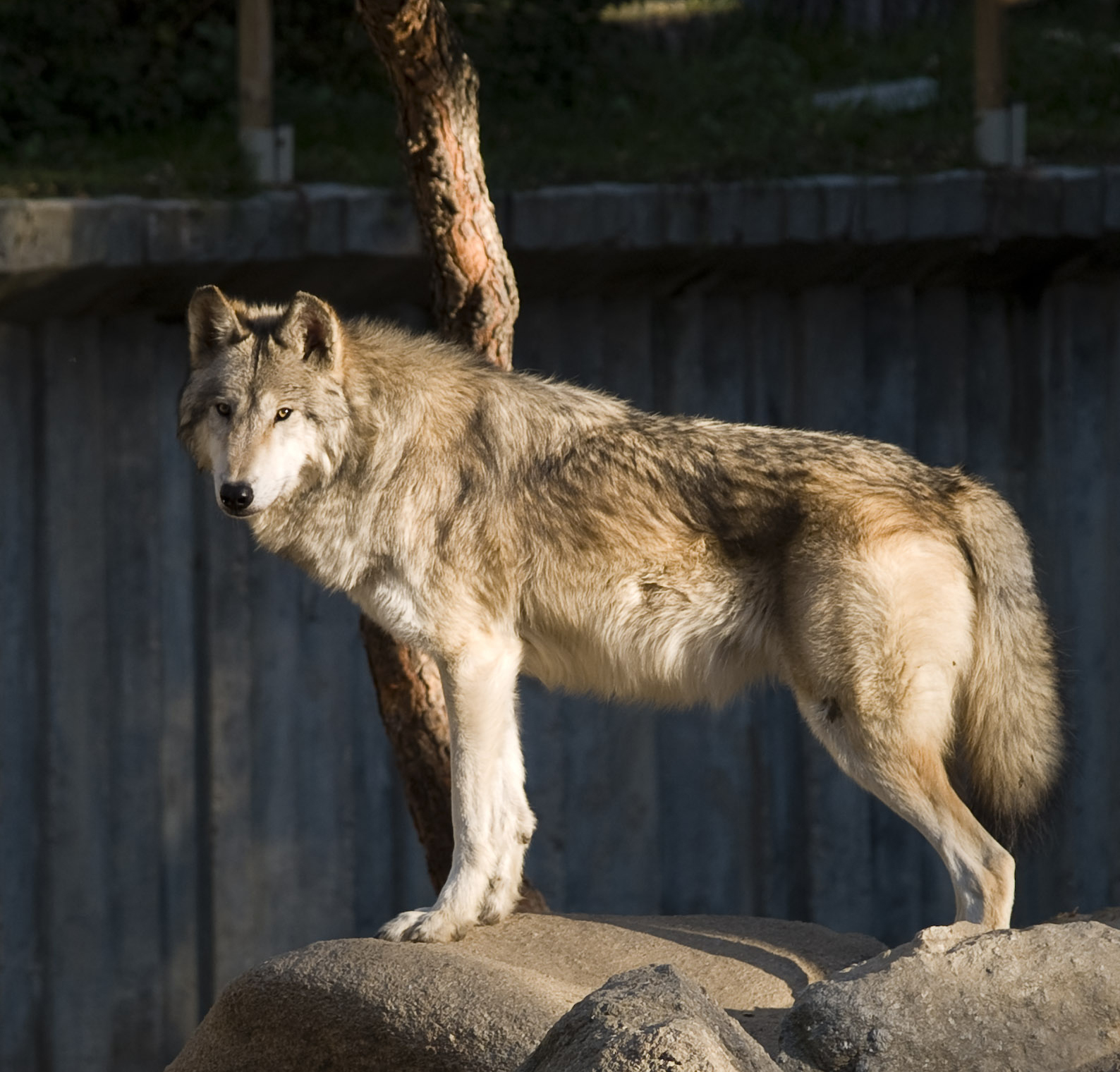
アラスカオオカミ Canis lupus occidentalis
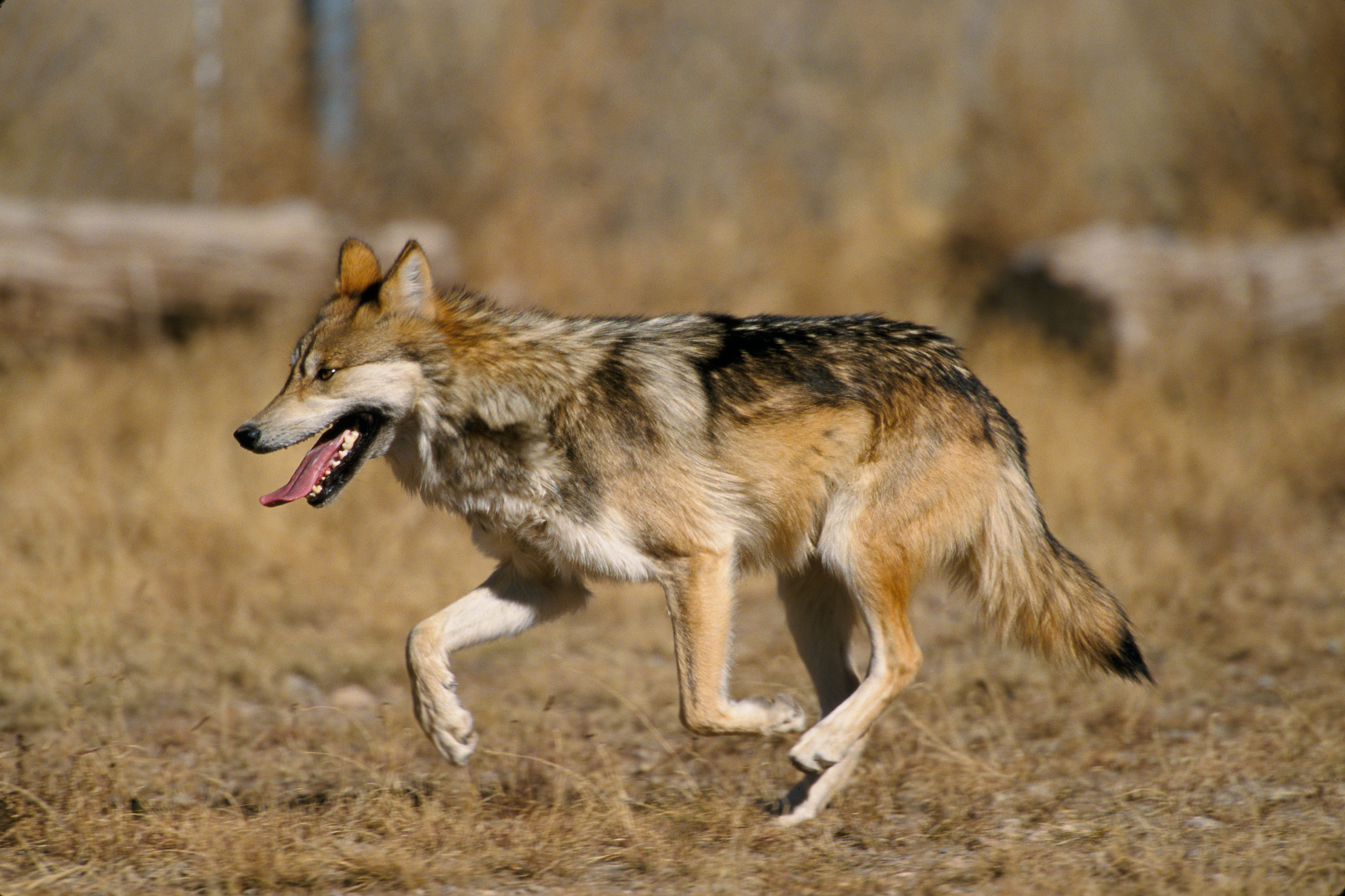
メキシコオオカミ Canis lupus baileyi

## 形態

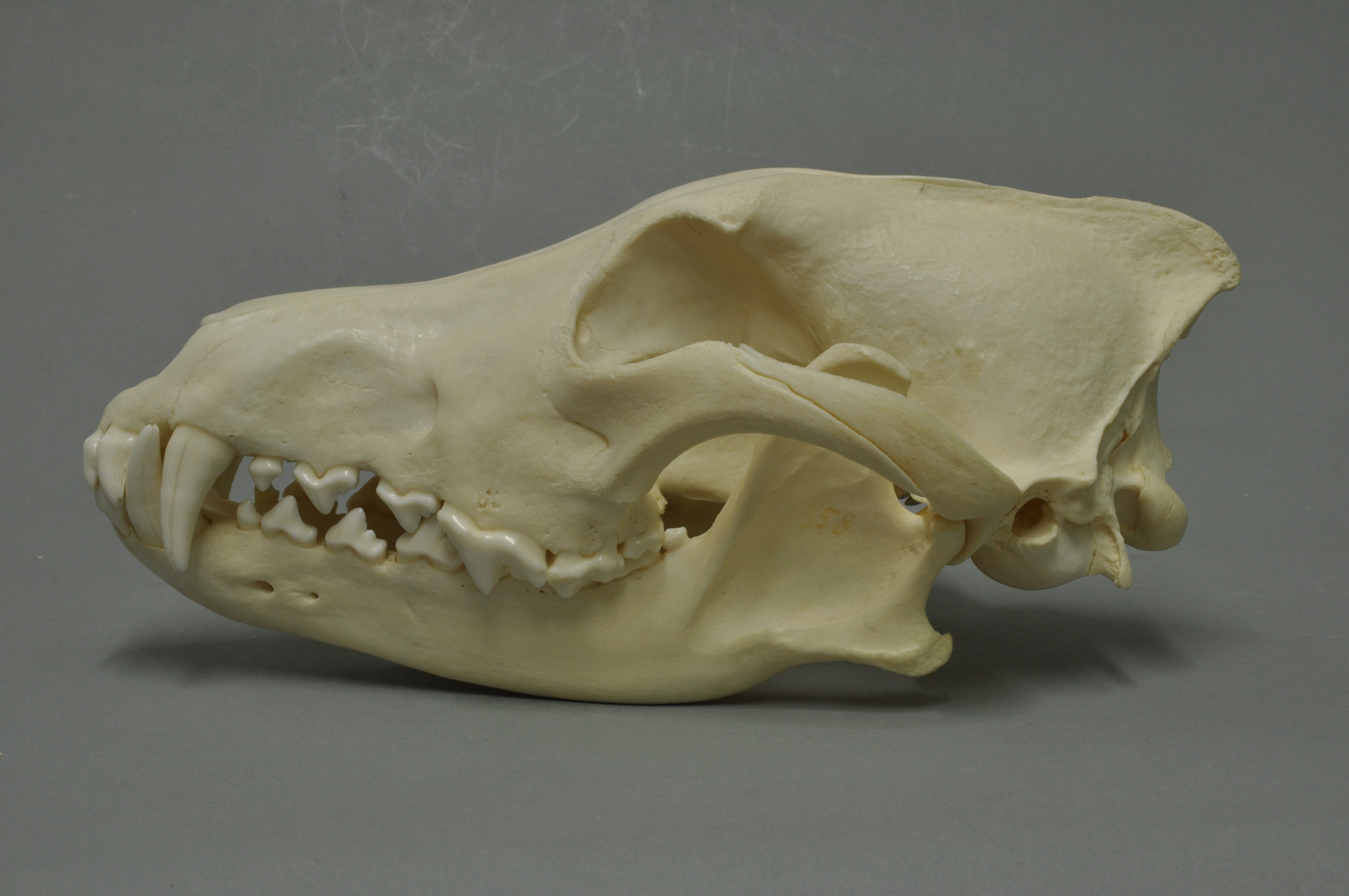
頭骨

大きさは亜種、地域によって異なる。体胴長100 - 160cm、肩までの体高60 - 90cm、体重は25 - 50kg。大きい個体では50kgを超えるものもいるが、雄でも54キロを超えるのは稀である。一般に雌は雄の体重より10 - 20パーセント程度小さい。現生のイヌ科のなかで最大。高緯度ほど大きくなる傾向がある（ベルクマンの法則）。記録上では1938年アラスカで捕獲された体重79.3kgの雄、ユーラシア大陸ではウクライナで殺された
86キログラムのものが最大としている。体色は灰褐色が多く、個体により白から黒まである。子供の時期は体色が濃い。北極圏に住む亜種はより白い。体毛は二層に分かれ保温や防水に優れ、夏毛と冬毛がある。また、姿勢においては頭部の位置がイヌに比べて低く、頭部から背中にかけては地面に対して水平である。

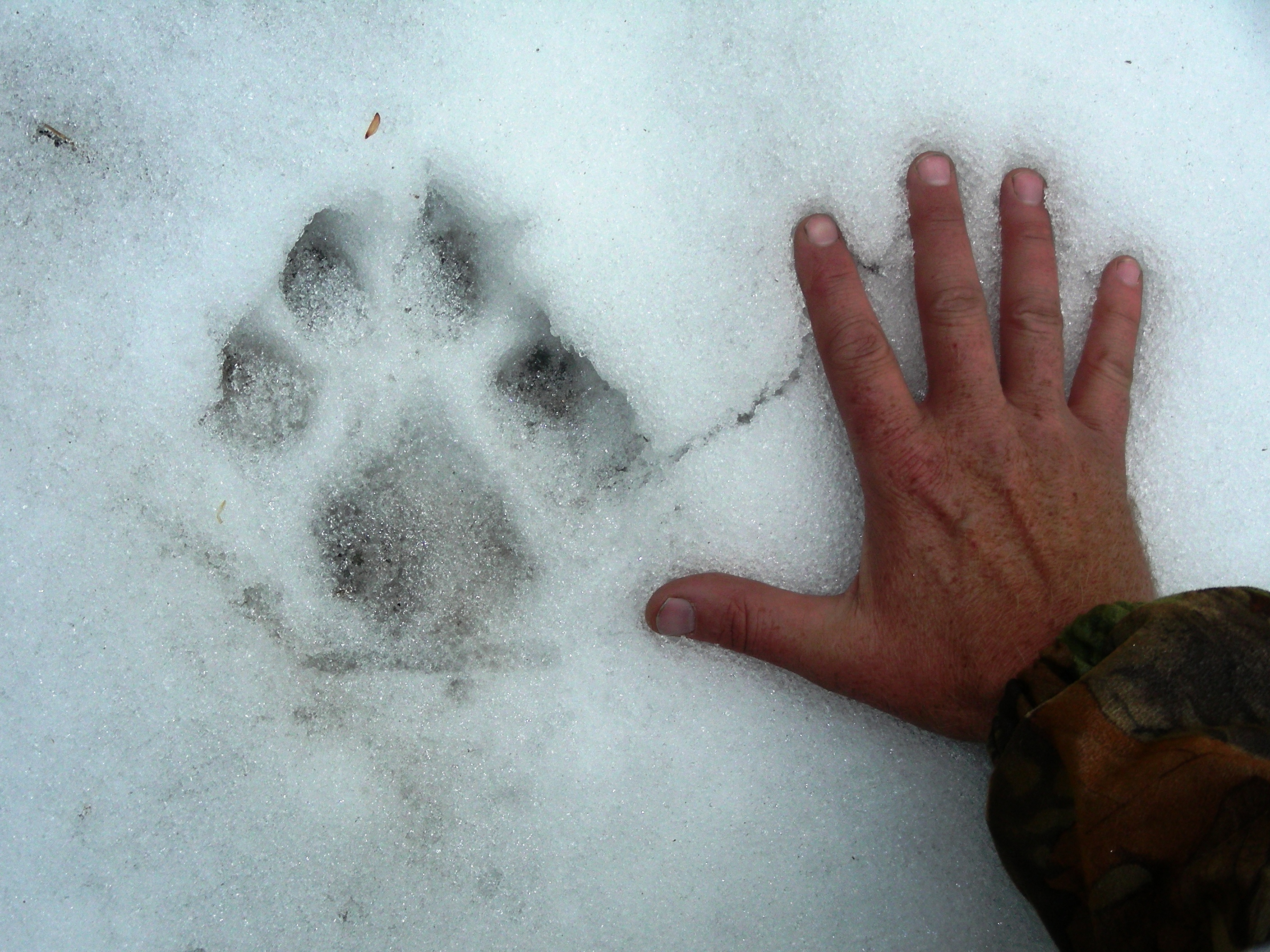
オオカミの足跡

歯式は3/3·1/1·4/4·2/3 = 42で、上顎には6本の門歯、2本の犬歯、8本の小臼歯、および4本の大臼歯があり、下顎には6本の門歯、2本の犬歯、8本の小臼歯、および6本の大臼歯を持ち、何れもイヌより大きく丈夫である。頭から鼻にかけての頭骨のラインはイヌより滑らかで、イヌよりも顎の筋肉量が多く、頬骨の位置が高いため、イヌと比較して吊り目になっている。また、尾の付け根上部にスミレ腺を持つ。
ほとんどのイヌ科のように陰茎骨を持つ。

## 生態
オオカミは雌雄のペアを中心とした平均4‐8頭ほどの社会的な群れ（パック）を形成する。群れはそれぞれ縄張りを持ち、広さは食物量に影響され100‐1000平方キロメートルに及ぶ。

### 群れと順位
群れは雌雄別の順位制を伴い、通常は繁殖ペアが最上位であるが、順位交代もする。最上位から順にアルファ、ベータと呼び、最下位の個体をオメガと呼ぶ。順位は常に儀式的に確認しあい維持される。群れはたいてい繁殖ペアの子孫や兄弟で血縁関係にあることが多い。他の群れを出た個体が混ざることもある。狼の群れの頭数は最多で42頭にもなったという記録があるものの、平均して概ね3-11頭の間である。しかし、大規模な群れでも主に仕事を行うのはペアであり、最も効率が良いのはペアの狼とされている。

### 狩り

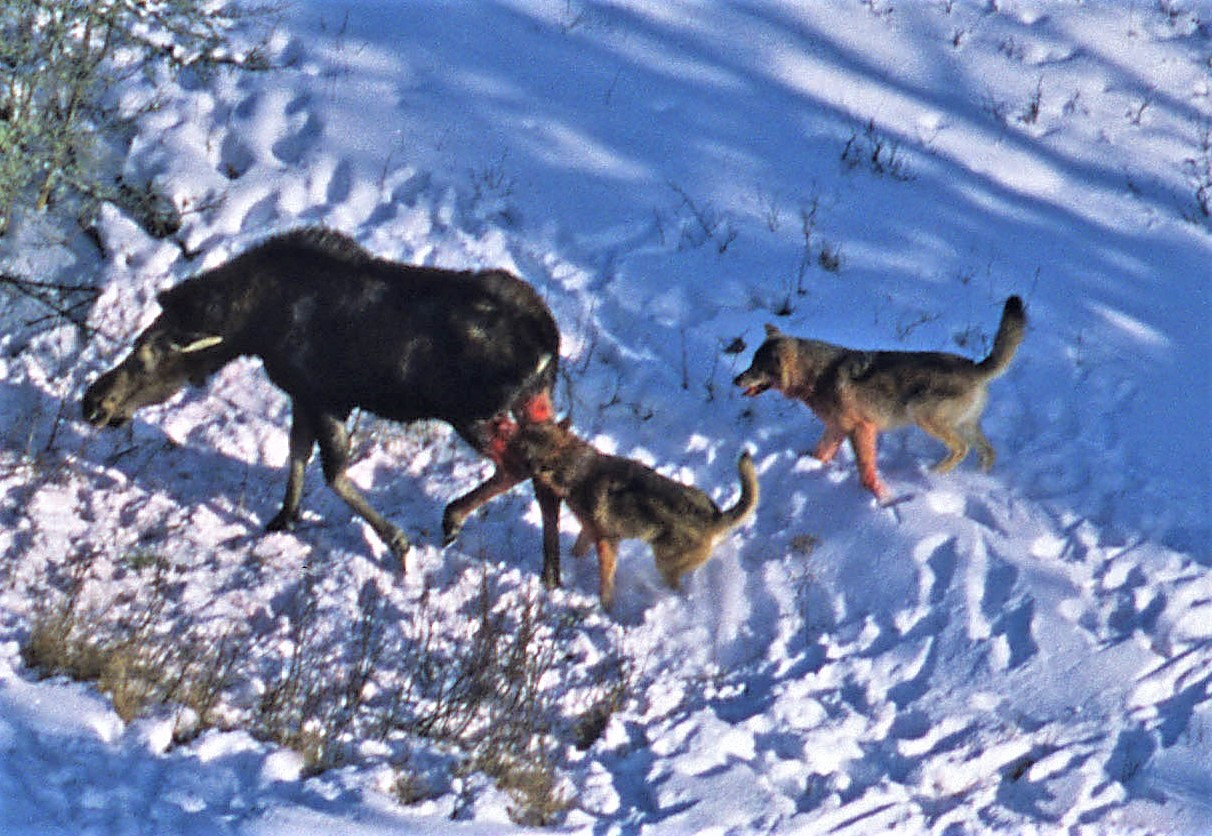
ヘラジカを狩る2頭のオオカミ

オオカミは肉食で、シカ、イノシシ、野生のヒツジやヤギ、バイソンなどの有蹄類、ウサギ・齧歯類などの小動物を狩る。餌が少ないと人間の生活圏で家畜や残飯を食べる。シカなどの大きな獲物を狩る時は群れで行動する。健康体を狩る場合もあるが、通常は長時間の追跡を行い獲物の群れのうち弱い個体（病気、高齢、幼体）を捕まえる。上位の個体が、獲物を先に食べる。
カナダ太平洋岸のブリティッシュコロンビア州ではサケを捕食していることが糞サンプルで判明しているほか、サケが遡上しないその沖合の離島では海岸付近の甲殻類やニシンの卵、漂着したクジラの死骸などを餌としている。
最高速度の時速70キロメートルなら20分間、時速30キロメートル前後なら7時間以上獲物を追い回す事ができる。追いかける途中で諦める事が多く、リカオン などと比べると諦めやすい性格といえる。狩猟成功率は生息密度や環境に左右される。アラスカのデナリ国立公園で1977年にカリブーを仕留めようと追いかけた回数が16回であり、そのうち殺したのが9頭で成功率は56%という報告例がある。1972年にオンタリオでは35回獲物に狙いを定めそのうちの16頭の鹿を殺す事に成功している所が観察された。

### 繁殖

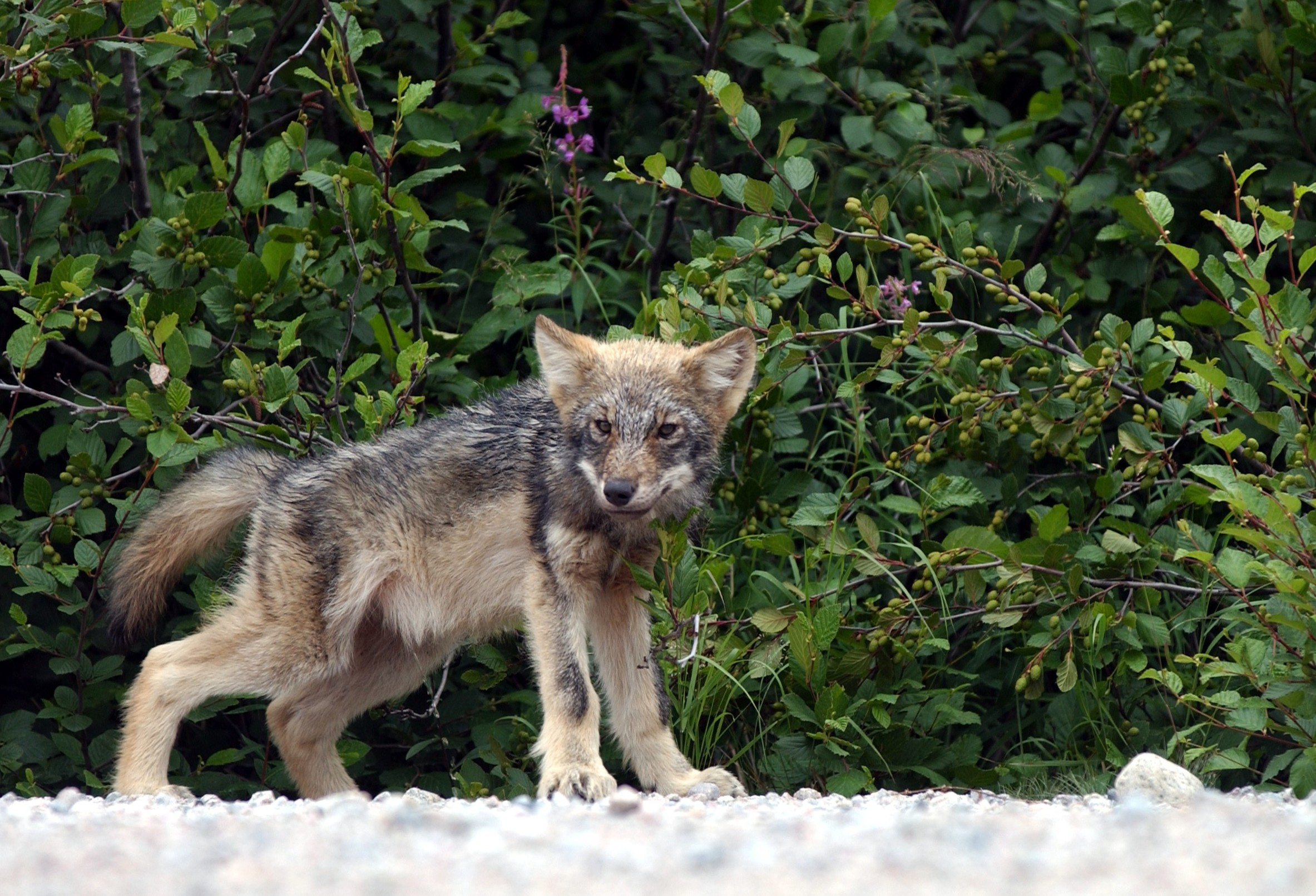
幼獣

- 繁殖は一夫一妻型で群れの最上位のペアのみが行うが、例外的に他の個体が繁殖することもある。交尾 は一般に1月～3月頃に行われる。妊娠期間は60 - 63日、平均4 - 6頭の子を産む。雌は巣穴を作りそこで子育てを行う。父親や群れの仲間も子育てを手伝う。
- 子は生後12 - 14日で目を開き、生後20 - 24日で動き回るようになり、生後20 - 77日の間で群れを認識する社会性が育ち離乳する。固形食は大人が吐き戻して与える。8週ほどで巣穴を離れるようになる。
- 子は1年も経てば成体と同じ大きさになるが、性的に成熟するには2年ほどかかる。成熟したオオカミは群れに残るか、群れを出て新たな場所に移り、配偶者を見つけ新たな群れを形成する。

### コミュニケーション

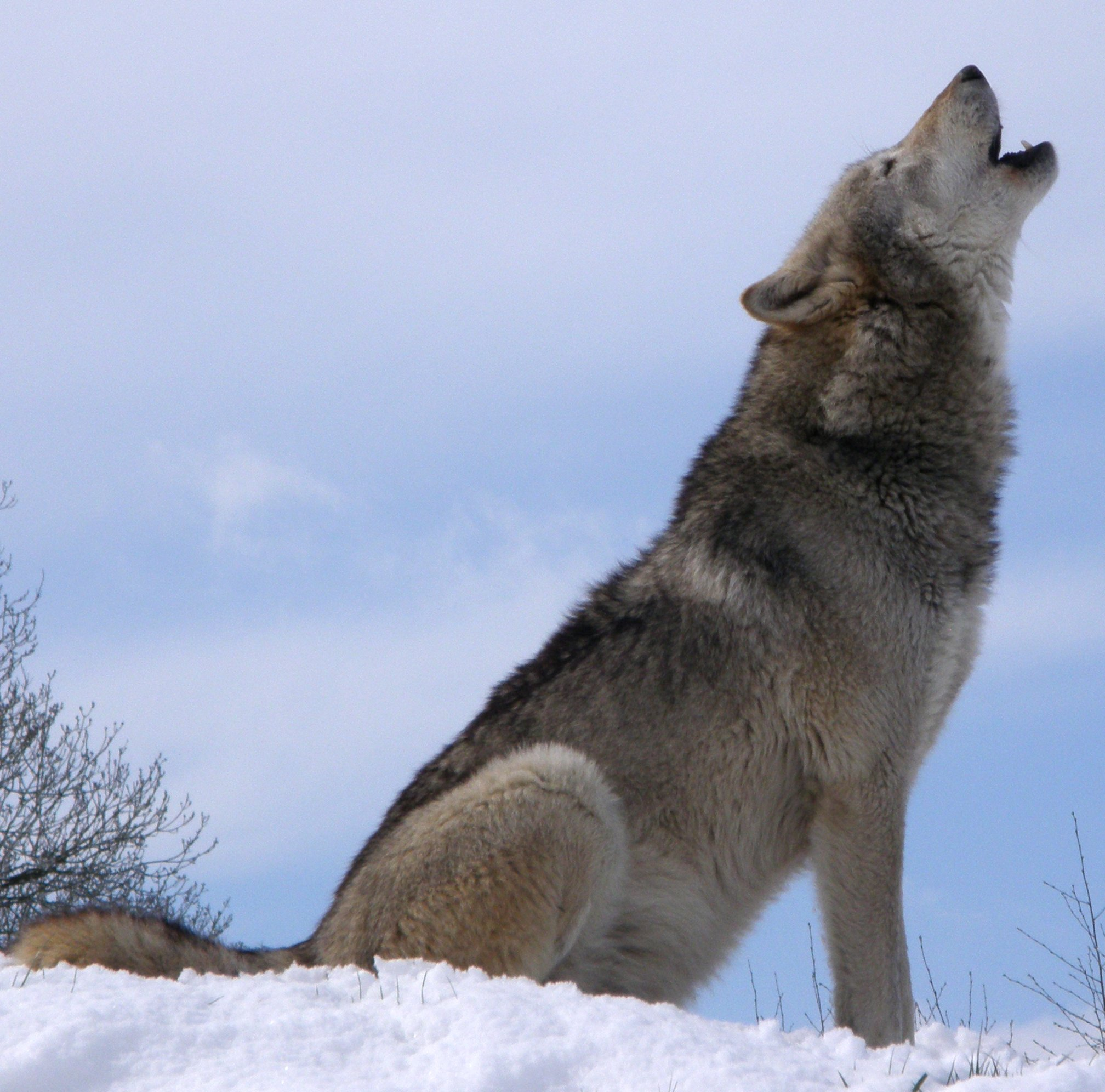
遠吠えはオオカミのコミュニケーションの一つ。

オオカミはボディランゲージ、表情、遠吠えなどで群れの内外とコミュニケーションを取る。表情やしぐさは群れの順位を確認する際に良く使われる。
遠吠えは、群れの仲間との連絡、狩りの前触れ、縄張りの主張などの目的で行われ、目的に応じて吠え方が異なるといわれる。合唱のように共同で遠吠えすることもある。
なお幼少時には驚いた時などに鳴くことがある（「キャンキャン」など）が、成長すると通常は吠えたり鳴いたりすることはない（遠吠えを除く）。

### 寿命
飼育下での平均寿命は15年ほどである。動物園で20年生きた記録がある。野生では、他の動物と同様に幼齢時の死亡率が高いが、成熟個体は5 - 10年ほど生き、時には10年以上生きる個体もいる。

## 化石記録
オオカミに限らず古代の脊椎動物の化石出土はまれであり、断片的な情報や形態学的な分析から類推することが常であるため、研究者間でも見解が異なることがままある。およそ6500万年前に起こった白亜紀と古第三紀の間の大量絶滅は恐竜種の絶滅と肉食哺乳類の出現をもたらした:p.8。主として昆虫を捕食するアードウルフのような種を除き、これらの種は肉を裂き骨を砕くためのエナメル質の裂肉歯を持ち、長い期間をかけて環境に適合するよう進化してきた。イヌ科とネコ科の肉食動物の祖先はおよそ恐竜が滅んだ直後に誕生し、別々の進化を遂げてきたが、イヌ科の最初の仲間が登場するのはおよそ4000万年前のことである:p.16。オオカミは150万年前ごろに、その初期の小型のイヌ科動物の集団から発生したと考えられており:p.241、形態学的、遺伝子的、化石標本上の類推からもコヨーテと同じ祖先から進化したことを示唆している:p.239。ジャッカルをはじめとするイヌ属の祖先とはこれよりも前に分岐していたと考えられている:p.240。

## 絶滅地域への再導入
オオカミの住処や獲物である草食動物を人間が奪ったため、オオカミは人間に駆除される危険を冒してまで家畜を襲うようになった。そのため家畜を襲う害獣であるとして人間がオオカミを駆逐し、絶滅させてしまった地域がある。そうした地域のなかにはオオカミの絶滅の後、天敵を失った大型の草食動物が異常に増加し、地域の植物が食べ尽くされたことによって森林が消滅し、逆に大量の草食動物が餓死し既存の生態系を攪乱せしめたという例がある。こうした撹乱された生態系を以前のものに戻す対策として、アメリカ合衆国のイエローストーン国立公園では、絶滅したオオカミが再導入されている。しかし、再導入後に当該地域に生息する大型草食獣であるエルクが減少していたのは、オオカミによる捕食よりも人間の捕獲や気象条件で説明できることが示されている。また、再導入に伴うアスペンの回復も偏りのある調査設計によって得られた結果であることが示されており、再導入が生態系の回復に与える影響は明確でないことが知られている。

## 日本
日本固有のオオカミのうち、本州・四国・九州に分布していたものは、ニホンオオカミ（Canis lupus hodophilax または Canis hodophilax）と呼ばれる。オオカミの中では小型で（中型の日本犬ぐらい）、毛色は白茶けており、夏と冬では毛色が変わったとされる。
ニホンオオカミは1905年（明治38年）に奈良県東吉野村鷲家口（わしかぐち）にて捕獲された若いオスの個体を最後に目撃例がなく、絶滅したと見られる。「1910年（明治43年）8月に福井城址にあった農業試験場（松平農試場）で捕獲されたイヌ科動物がニホンオオカミであった」との論文が発表されたが、この個体は標本が現存していない（福井空襲により焼失。写真現存）ため、最後の例と認定するには学術的には不確実である。
ニホンオオカミの標本は、頭骨はある程度残っているが、剥製や全身骨格の標本が極めて少なく、日本国内では数点しか知られていない。日本国外では、鷲家口で捕獲された個体の仮剥製と頭骨が、ロンドン自然史博物館に保管されている。また、シーボルトが長崎の出島で飼育していたニホンオオカミの剥製1体が、オランダ国立自然史博物館に保存されている。
日本では関東・中部地方において秩父の三峯神社や奥多摩の武蔵御嶽神社でオオカミを眷属として祀っており、山間部を中心とした狼信仰が存在する。オオカミを「大神」と当て字で表記していた地域も多い。日本各地に残る送り犬の伝承はニホンオオカミの習性を人間が都合の良く解釈したという説がある。
眷属としてのオオカミのご利益は山間部においては五穀豊穣や獣害よけ、都市部においては火難・盗賊よけなどで、19世紀以降には憑き物落としの霊験も出現する。眷属信仰は江戸時代中期に成立し、幕末には1858年（安政5年）にコレラが大流行し、コレラは外国人により持ち込まれた悪病であると考えられ、憑き物落としの霊験を求め眷属信仰は興隆した。そのため憑き物落としの呪具として用いられる狼遺骸の需要が高まり、また同時期に流行した狂犬病やジステンパーの拡大によって狼の獣害も発生し、明治以降、家畜を襲う害獣として懸賞金まで懸けられた徹底的な駆除などの複合的な原因によって絶滅したと思われている。

### エゾオオカミ
北海道および樺太・千島に生息した亜種は、エゾオオカミ (Canis lupus hattai) と呼ばれている。ニホンオオカミよりも大型で（シェパードほど）、褐色の毛色だったとされている。アイヌではエゾオオカミを「狩りをする神（オンルプシカムイ）」「ウォーと吠える神（ウォセカムイ）」など地域によって様々な呼び名があるが、雅語としての「大きな口の神（ホロケウカムイ）」は北海道全域で通じた。伝承では英雄を助ける、主人公を騙して夫にしようとする、いたずら好きなど様々な性格で語られるが、カムイのオオカミは白い毛を持つとされる。明治以降、入植者により毛皮や肉目的の狩猟で獲物のエゾシカが一時激減し、入植者が連れてきた牛馬などの家畜を襲って害獣とされ、懸賞金まで懸けられた徹底的な駆除により数が激減し、ジステンパーなどの飼い犬の病気の影響や1879年（明治12年）の大雪によるエゾシカ大量死が重なった結果、1900年（明治33年）頃に絶滅したと見られる。

### 更新世オオカミ
シベリアに生息していた大型の亜種で、日本の本州でも化石が見つかっている。ニホンオオカミよりも古い時代に日本へ渡った。

## 文化

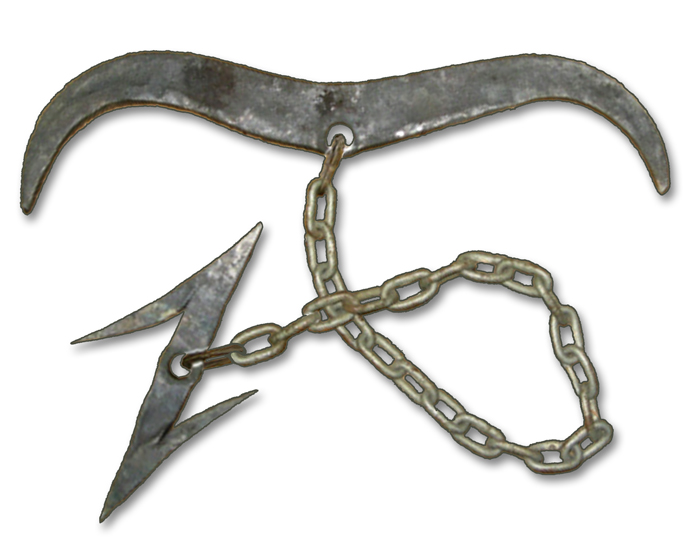
魚の釣りのように返しがついた罠道具ヴォルフスアンゲル。返しのついた部分に餌を付けて、オオカミがジャンプしないと食べられない高さに設置して、食べたオオカミが吊り下げられるようにした罠である。

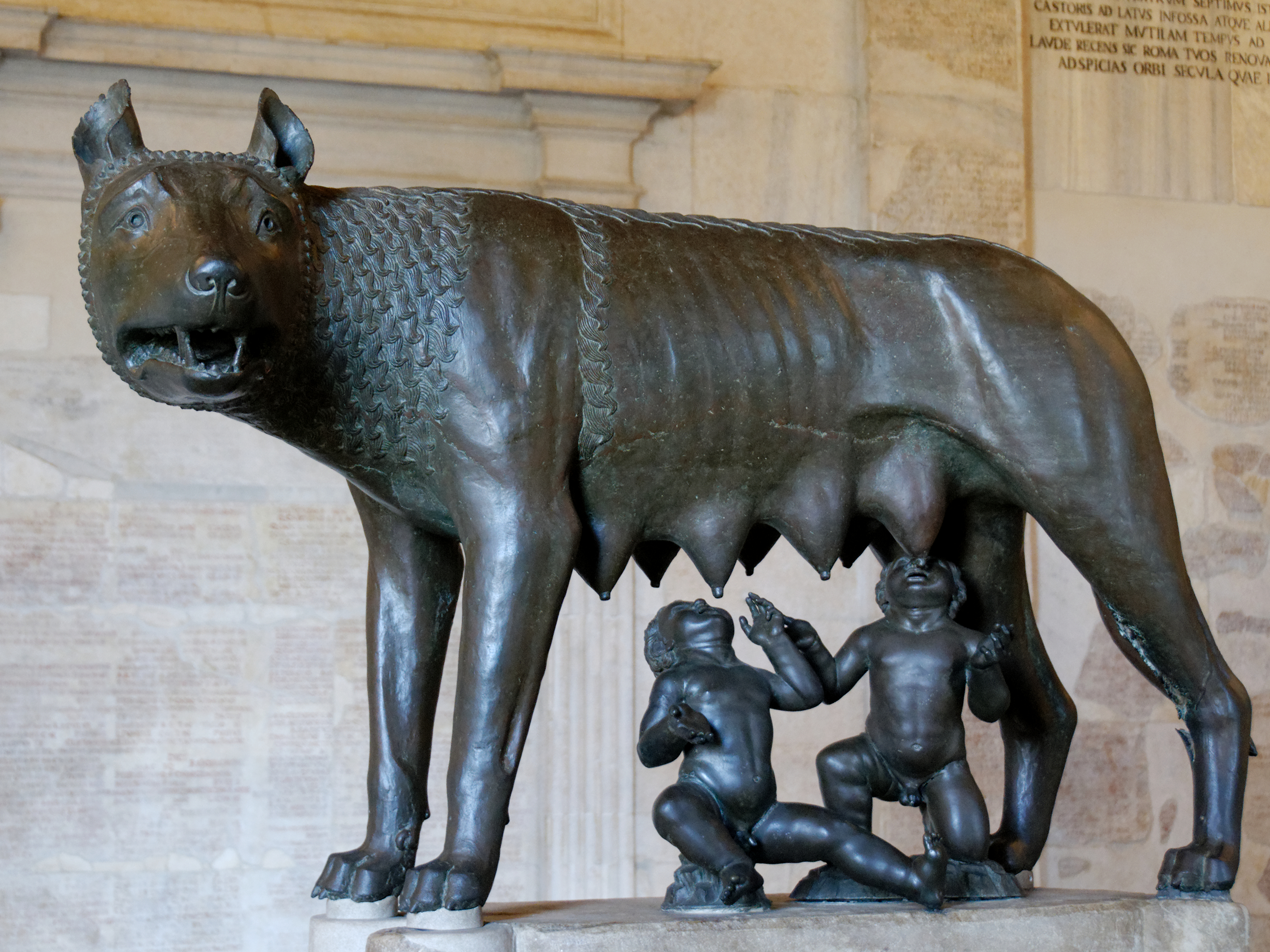
牝狼の乳を吸うロームルスとレムス

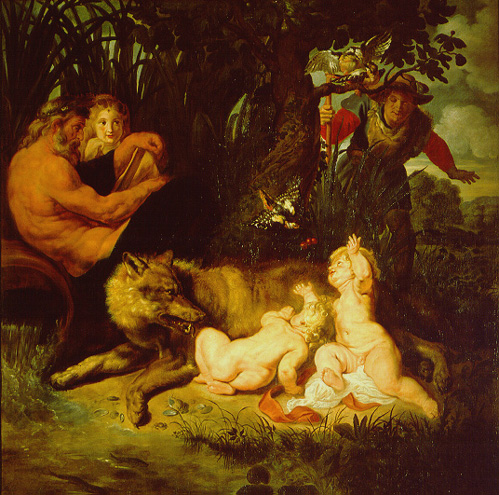
『ロームルスとレムスの発見』(ピーテル・パウル・ルーベンス作)

ヨーロッパや中国など牧畜が盛んであった地域では家畜を襲う害獣として忌み嫌われる傾向にあり、逆に日本（北海道を除く）のように農業が盛んであった地域では、農作物へ被害をあたえるシカなどの害獣を駆除する益獣として、怖れをもたれると同時に慕われもした。また、アイヌやネイティブアメリカンなどのように、狩猟採集生活が盛んであった民族でも神格化されることがある。

### 狩り
- Wolfsgrube（ドイツ語版） - オオカミ用の落とし穴
- ヴォルフスアンゲル - 釣りのように、ジャンプして餌に食らいついたオオカミが垂れ下がるタイプの罠。
- ラップヤクト（ドイツ語版） ‐ ドイツでオオカミを追い込むのに利用した狩猟法。布を垂れ下げて、獲物の逃げる方法を誘導する。

### 飼育
オオカミは人間に懐くことはほぼなく、幼いころから育てたとしても従属させるのは難しいといわれる。

#### 日本
オオカミは特定動物に指定されており、都道府県知事や政令市の長の許可が得られれば、法律上は飼育することは可能。ただし、商業目的で輸入することは禁止されているため、ペットとして飼育することは不可能である。

### 神話、伝説、民俗
- 中世ヨーロッパにおいては、狼はしばしば死や恐怖の対象として描写される。北欧神話では巨大な狼であるフェンリルが神々の敵として描かれている。童話の『赤頭巾』では、狼は赤頭巾を食べようとする悪役として描かれている。18世紀中旬には、「ジェヴォーダンの獣」と呼ばれる巨大な狼（大山猫とも）が出現したとされ、フランス中部地方を震撼させた。しかし、オオカミは一匹だけで大きな獲物を狩る習性はなく、臆病な動物であるため、科学的に見てこの事件にオオカミは関わっていないとされている。
  - ロゲンヴォルフ（ドイツ語版）（コルンムーメ、コルンデーモン（ドイツ語版）） ‐ ライ麦（Roggen）＋狼（wolf）。畑の穀物を食べる貪欲さがあり豊穣や不作を司り、畑作業の熱射病、麦畑を駆け回る風などとも関連付けされる。畑で遊ばないよう子供などが入ると襲われると脅かされる。
- キリスト教でも、狼は邪悪な害獣として扱われることが多く、七つの大罪では、ユニコーンやドラゴンと同じく『憤怒』を象徴する動物として扱われることがある。
- 人間が狼に変身する人狼についての記述が古代よりしばしば見られる。ヨーロッパで狼を忌み嫌うのは中世キリスト教が、土着の信仰を駆逐するため人狼伝説を利用してきた影響も大きい。中世のヨーロッパでは、人狼の存在が信じられており、昼間は人間の姿をしている人狼が、夜間には狼の姿で他の人間を襲い、銀の武器（銀の弾丸など）でなければ倒すことが出来ないなどとされた。古代ローマの博物学者であるプリニウスは著書『博物誌』において、人狼が現われたという噂を紹介したうえで、このような変身の存在はでたらめであると否定している。イギリス本土の諸島では早い段階で狼が駆逐されたために、人狼の伝説は外国起源のものであり、魔法使いや巫女はたいてい猫や兎に化けることになってしまった、という説をセイバイン・ベアリング＝グールドが唱えている[17]。
- インドにはオオカミが子供を育てたという噂が多数あり（狼っ子）、特にアマラとカマラという少女の事例が知られる。
- 長野県佐久市猿久保では、オオカミがお産する穴を発見したら、赤飯を重箱に詰め村人が巣穴の前に供えた。オオカミはお産を無事に終えると空になった重箱を村人の家まで返却したという民話がある[18]。
- 科学的観察に基づく話としてシートン動物記の狼王ロボが有名である。
- カムチャツカ半島では、双子の父親はオオカミであるとされた[19]。

### 指導者や神

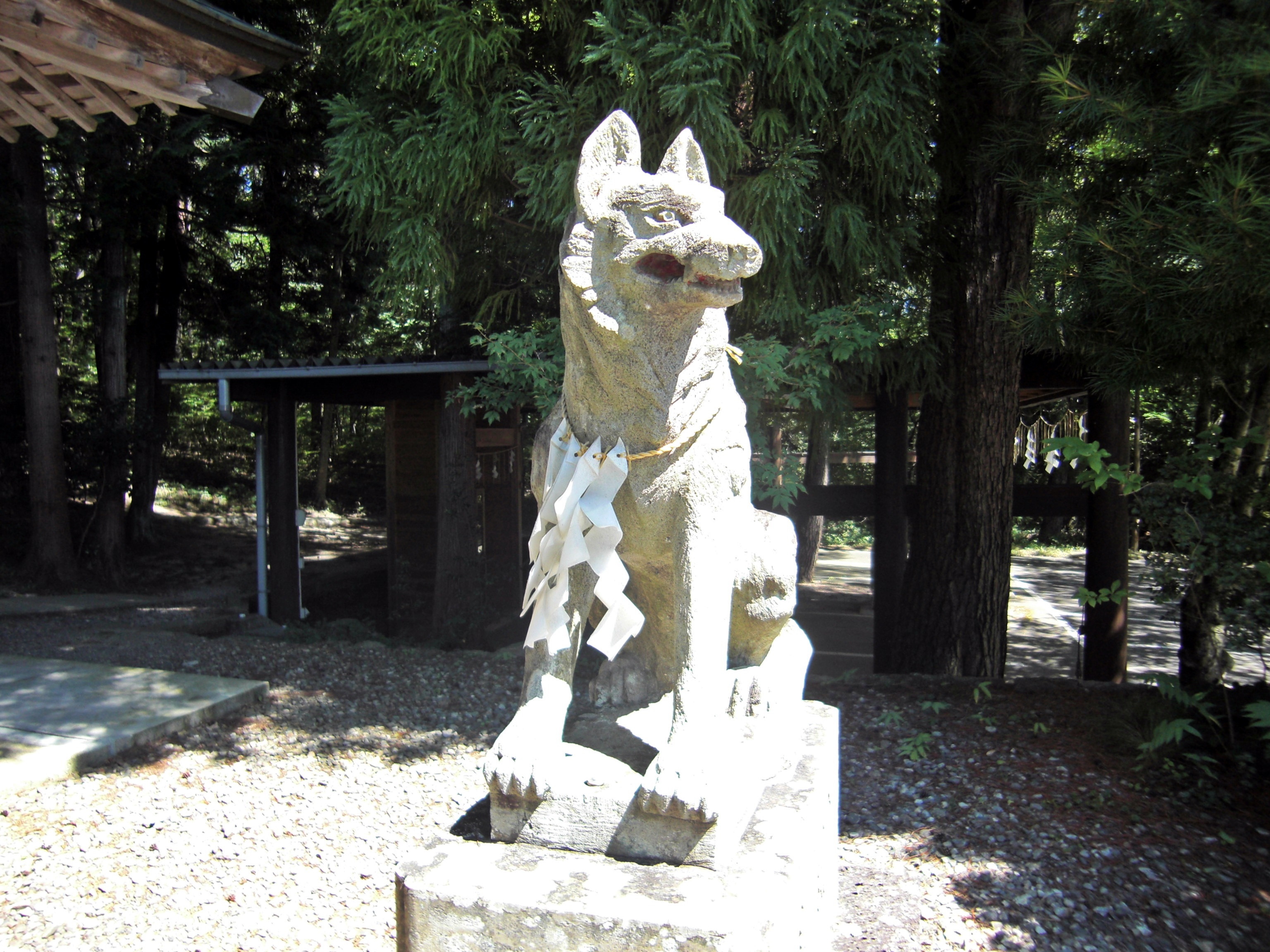
山津見神社の白狼像

- 日本では古くから狼信仰が存在している。日本語のオオカミの語源は大神（おおかみ）という説が有力とされる（奈良時代末期の仏典注釈書「新訳華厳経音義私記」に「大神也」とあることによる[20]）。『日本書紀』には狼のことを「かしこき神（貴神）にしてあらわざをこのむ」と記述されており、また『大和国風土記』（逸文）には「真神」として神格化されたことが語られている。山の神として山岳信仰とも結びついており、狼信仰の中心となった飯舘山津見神社や秩父三峯神社や武蔵御嶽神社の狛犬はオオカミである。
- エジプト神話には、狼の姿をした軍神ウプウアウトがおり、その名前は「道の開拓者」の意であり、戦場や冥界の水先案内人とされた。
- アリストテレスの『動物誌』によると、ギリシア神話にてアポローンとアルテミスの双子を産んだレートーは牝狼であるとしている。
- 古代ローマの建国神話では、双子の建国者であるロムルスとレムスは雌狼（英語版） に育てられたとされる。牝狼の乳房を吸う双子を描いたローマ時代の像がカピトリーノ博物館に所蔵されている。
- 北アジアのテュルク系遊牧国家・突厥の中核となった氏族の阿史那氏には、戦いで置き去りにされた子供とアセナという牝狼の間に誕生した子供たちが阿史那氏の祖先であるという神話伝承がある。狼は阿史那氏のトーテムであったほか、近代のトルコ共和国でもトルコ民族の象徴として親しまれたりナショナリズムの象徴となったりしている。
- モンゴル人の祖はボルテ・チノ（モンゴル語で「灰色の狼」の意）と呼ばれる。
- ウェセックス王国の君主エゼルウルフは「高貴なる狼」の意であり、民族的に繋がりがあるドイツ人の名前であるアドルフはエゼルウルフから来た語である。
- ナチス・ドイツ総統アドルフ・ヒトラーは、ニックネームとして「ヴォルフ(狼)」を使用した[21]。

### 軍事
- 上記のヒトラー用に第二次世界大戦期に建設された総統大本営としてヴェアヴォルフとヴォルフスシャンツェ（狼の砦）があった。
- 第二次世界大戦でドイツ海軍は、Uボートが複数で商船を襲撃する群狼戦術（ウルフパック）を使用した[22]。
- 日本海軍重巡洋艦「足柄」 - 英国ジョージ6世戴冠記念観艦式に派遣され、現地で「血に飢えたオオカミ」と綽名された。

### 題材とした作品など

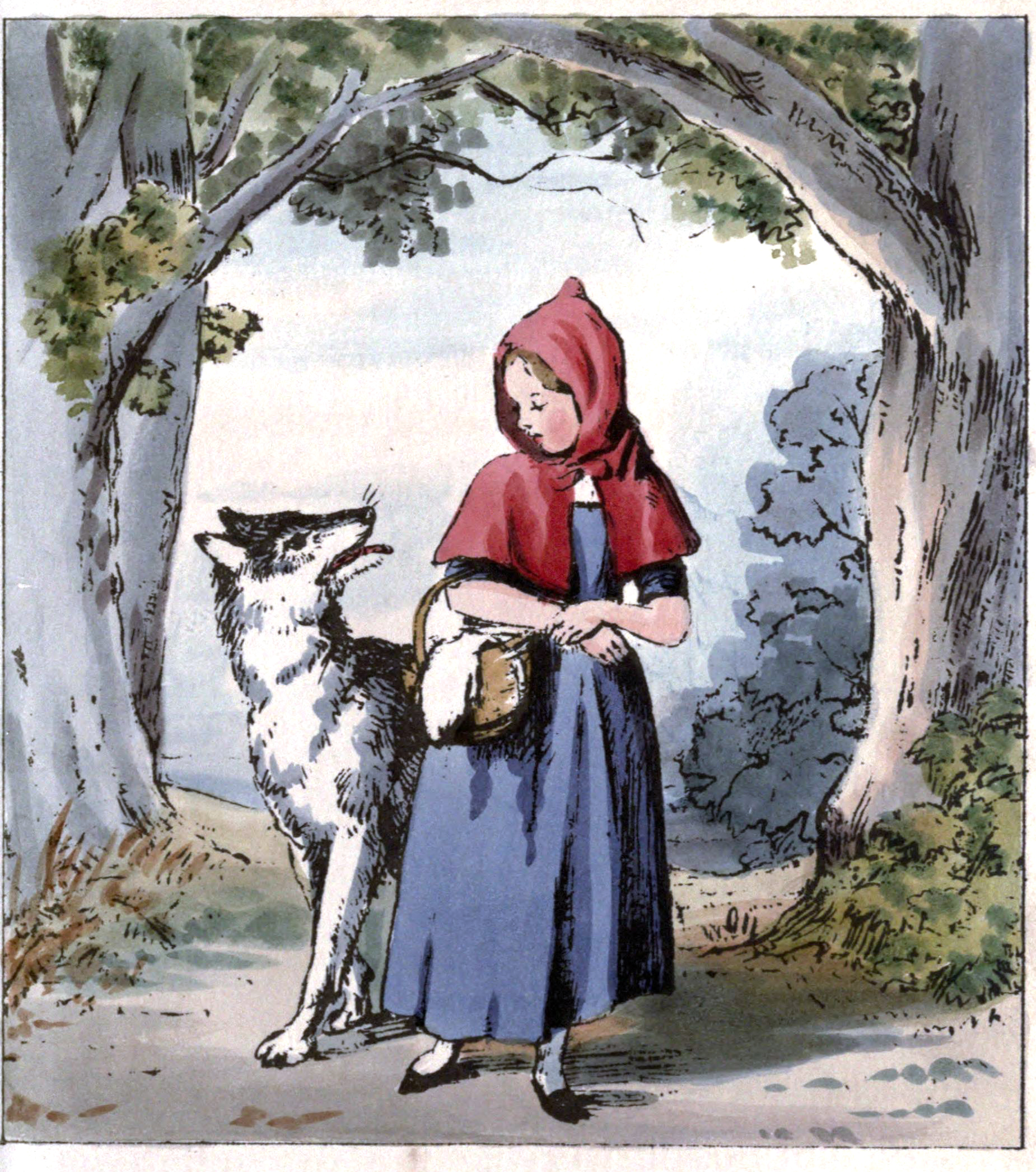
赤頭巾とオオカミ

- オオカミが登場する童話には、『三匹の子豚』、グリム童話の『狼と七匹の子山羊』『赤ずきん』、イソップ寓話の『嘘をつく子供』、米国の昔話『オオカミになった弟』[要出典]などがある。悪いオオカミも参照。
- 日本のアニメーションや漫画、絵本にもキーパーソンとしてオオカミはしばしば登場する。『狼少年ケン』のオオカミ一族、『もののけ姫』のモロ（山犬の神）、『チリンの鈴』のウォー（仇を育てた狼）など育て親のイメージの役割と『ドン・チャック物語』のラッパ狼、『名探偵ホームズ』のモリアーティ教授など悪役のイメージのものが多い。
- 一方『おおかみこどもの雨と雪』では、その悪役のイメージを逆手に取り、狼人間と人間の間に生まれた“おおかみこども”が「オオカミはなぜどの物語も悪役なのか」と母に泣きつくシーンが登場する。同様に、緑黄色社会の楽曲「Mela!」のミュージックビデオも、「あなたはあなたの物語の主人公」というメッセージのもと、周囲から疎まれていた主人公のオオカミが自分を変えていくストーリー設定になっている[23]。
- また『あらしのよるに』のガブ、『おれたちともだち』シリーズのオオカミさんのように主役のパートナーとして登場する作品が現れるようになってきた。ロシア（ソ連）のアニメーション『狐と兎』[24]でもウサギを手助けするキャラクターのひとりとしてオオカミが登場する。また、米国のファンタジー小説『ベルガリアード物語』に登場する老魔術師ベルガラスとその妻ポレドラなども、主人公を助ける重要なキャラクターである。
- オオカミを孤高の象徴として捉えた作品が登場するようになってきた。『狐と兎』の作家ユーリ・ノルシュテインの代表作品、『話の話』ではオオカミの子が人々の平和と悲しみの時代の記憶をたどる非常に重要な役割を持って登場する。平井和正の作品『ウルフガイ』『アダルト・ウルフガイ』などのシリーズでは狼人間である主人公を通してオオカミの孤高性が多く語られる。アニメーション『WOLF'S RAIN』の主人公たちは人間に姿を変えることのできる狼であり、オオカミの神性と孤高が描かれた。『やっぱりおおかみ』[25]は仲間を探して旅をする一匹狼の絵本。結局仲間は見つからず、舌打ちする内容。
- コンピューターゲームには、日本古来のオオカミの神性を題材とした『大神（おおかみ）』などがある。
- シートン動物記にはオオカミを題材とした物語が複数あり、代表作に『狼王ロボ』がある。
- 団結の象徴として、Jリーグのセレッソ大阪ではマスコットにオオカミ（愛称ロビー）を採用している。
- セルゲイ・プロコフィエフの台本・作曲による交響的物語『ピーターと狼』は子ども向けクラシック音楽入門作として名高い。
- 米国のファンタジー小説『ファオランの冒険』では、部族ごとに群れをなし、厳しい掟によって自らを律するオオカミたちの生態が描かれている。
- スズキのオートバイ『ウルフ』はオオカミが力強さとスピードをイメージさせることからその名が付けられた。
- ベルギー籍のサイクルロードレースチームのスーダル・クイックステップは従来の単独エースを勝たせることに注力するのではなく、臨機応変に集団で勝利という獲物を狙う戦術を取ることから「ウルフパック(狼軍団)」の愛称がある。

#### その他の狼を題材とした作品

##### 小説
- 『闇の牙』（田中光二、集英社、1984年）[26]
- 『狼と香辛料』（支倉凍砂、メディアワークス→アスキー・メディアワークス→KADOKAWA、2006年 - ）
- 『かがみの孤城』（辻村深月、ポプラ社、2017年）

##### 漫画
- 『ワイルドブルー』（布浦翼、講談社、1978年）[27]
- 『きつねのよめいり』（吉田秋生、小学館、プチフラワー掲載、1982年）[28]
  - 小学館文庫「きつねのよめいり」（1995年）所収[29]
- 『シートン 旅するナチュラリスト 第1章 狼王ロボ』（今泉吉晴原案、谷口ジロー作画、双葉社、2005年）[30]
- 『狼と香辛料』（支倉凍砂原作、小梅けいと作画、メディアワークス→アスキー・メディアワークス→KADOKAWA、2007年 - 2017年）
- 『BEASTARS』（ビースターズ）板垣巴留による日本の漫画作品。

##### 映画
- 『ミーシャ/ホロコーストと白い狼』（2007年）
- 『ウルルの森の物語』（2009年）

##### アニメーション
- 『WOLF'S RAIN』（2003年）
- 『狼と香辛料』（2008年）
- 『狼と香辛料 MERCHANT MEETS THE WISE WOLF』（2024年）